# ゾンネベーケ
ゾンネベーケ (オランダ語: Zonnebeke, 西フラマン語: Zunnebeke) は、ベルギー・ウェスト＝フランデレン州の都市。

## 歴史

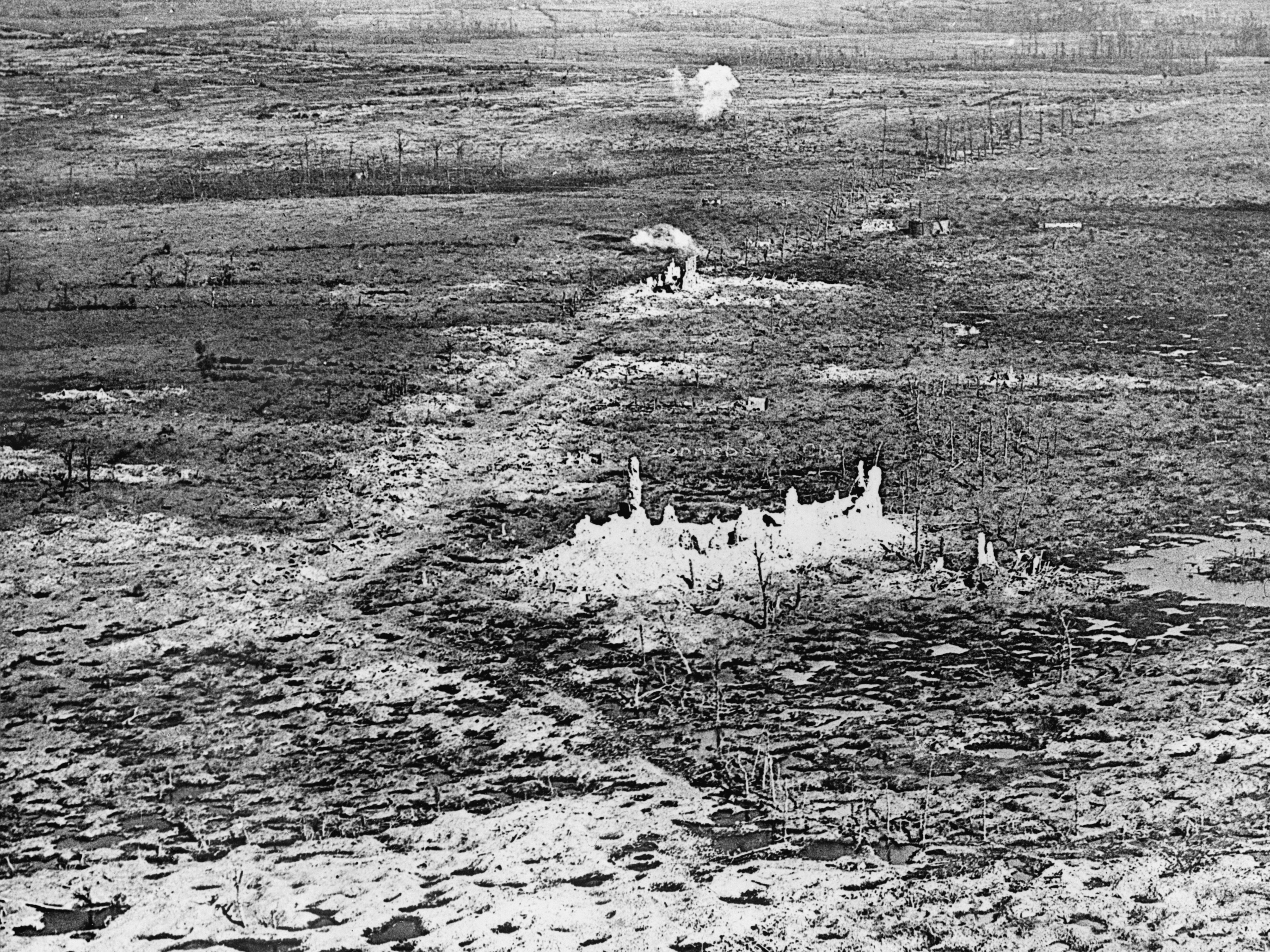
戦火により廃墟となった街（1918年撮影）

アウグスト修道院およびノネボッセンのベネディクト会女子修道院を中心として集落が発達した。どちらも1580年に流行したイコノクラスムの被害にあい、破壊された。ベネディクト修道院はのちに再建されたが、フランス軍占領下で修道院は占拠され、略奪された。1382年のローゼベーケの戦いでは市内の地区が戦場になった。
第一次世界大戦ではイーペルを中心とする戦いの前線中央に位置したため、市は戦場となり甚大な被害を受けた。市は1920年代初頭まで放棄されていたが、徐々に人々が戻り再建された。1932年に地元住民によってチーズ製造施設が開業した。この製造所は現在までパッシェンデールチーズの唯一の供給源となっている。
第二次世界大戦では連合軍のヨーロッパ反攻作戦の際にナチスの防衛部隊が駐留したが、戦闘による被害はほとんど出なかった。
今日のゾンネベーケ旧地区では地元産の青粘土から取ったレンガ製造が主要産業となっている。

## 地下壕

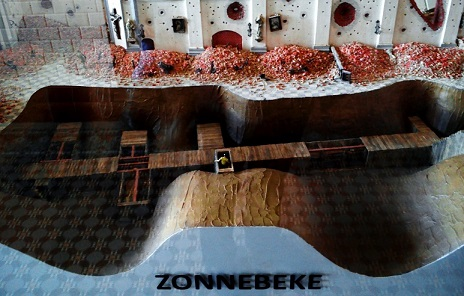
第一次世界大戦中に市内に掘られた地下壕の模型

ゾンネベーケおよび周辺集落は、1917年7月から11月まで行われたパッシェンデールの戦い（第三次イーペル会戦）の戦場となり、大戦を通じて最も多くの地下壕が建設された区域となった。現在でもレンガ製造向けの粘土を採掘に伴い、地下壕が定期的に発見されている。
現在までに約180の地下壕が確認されており、1990年代まで一部の地下壕は実際に入ることができた。
1983年、オーストラリア軍が建設した地下壕がレンガ製造工場付近で発見され、1998年まで一般公開された。この地下壕は最終的に木材の腐食により崩壊したため、現在入ることはできない。
アウグスト修道院の考古学的発掘調査の間に、ゾンネベーケ教会の下で別の地下壕が発見された。この地下壕の模型や発見された遺物は市内の戦争記念博物館で展示されている。
1998年2月、地元住民が転落したことで新たな地下壕が発見された。
今日ではこれらの地下壕を歴史的記念物として保存・活用する動きが高まっている。

## 地区
市はゾンネベーケ、ベセラーレ、ヘルフェルト、パッシェンデール（パッセンダーレ）、ザントフォールデの各地区に分かれている。これらの地区はいずれも独立した町だったが、1970年代に合併した。

ゾンネベーケ市内の地区と隣接自治体。黄色部分は市街地

| #   | 名称             | 面積 (km²) | 人口 (2014年1月1日現在) |
| --- | ---------------- | ---------- | ----------------------- |
| I   | ゾンネベーケ     | 16,55      | 4.472                   |
| II  | ベセラーレ       | 14,33      | 2.684                   |
| III | ヘルフェルト     | 7,79       | 1.553                   |
| IV  | パッシェンデール | 22,22      | 3.152                   |
| V   | ザントフォールデ | 6,68       | 521                     |

## 出身者
- ヤン・テューニック - 画家
- レアンデル・デンドンケル - サッカー選手

## ギャラリー

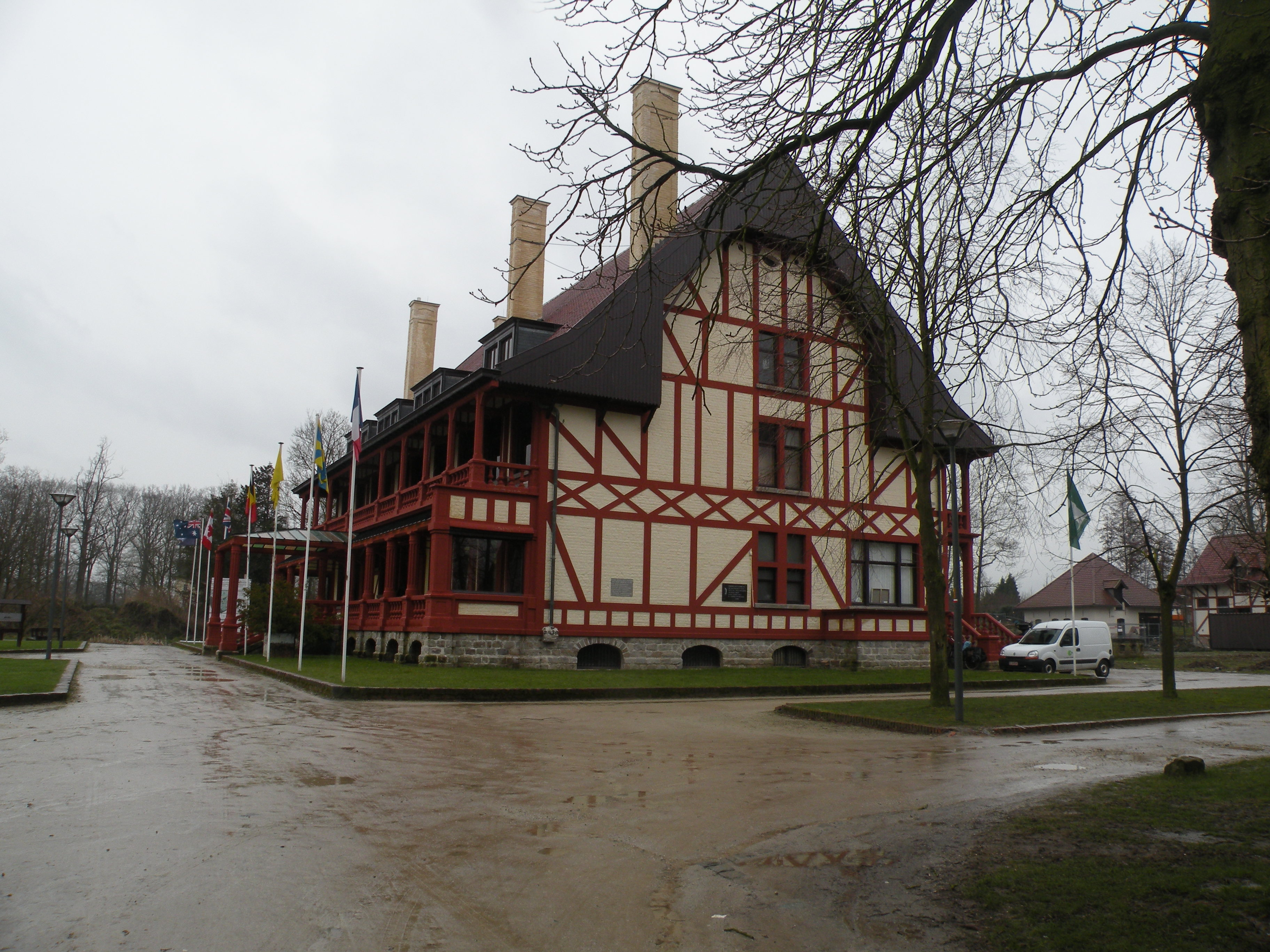
パッシェンデール記念博物館
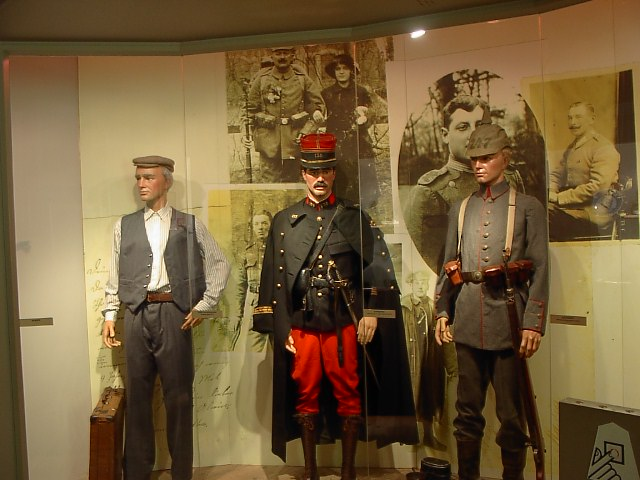
博物館の展示品
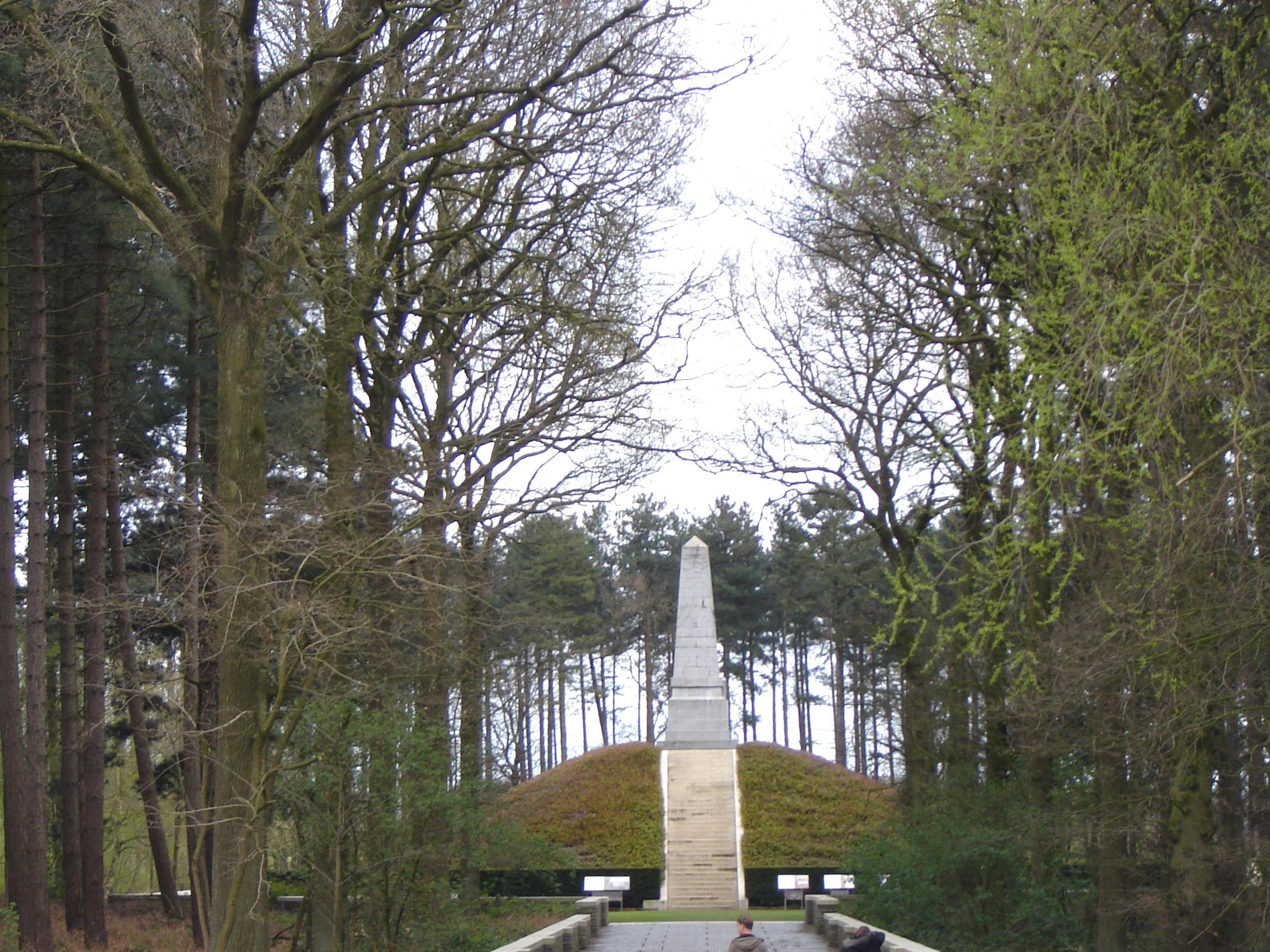
戦争慰霊碑
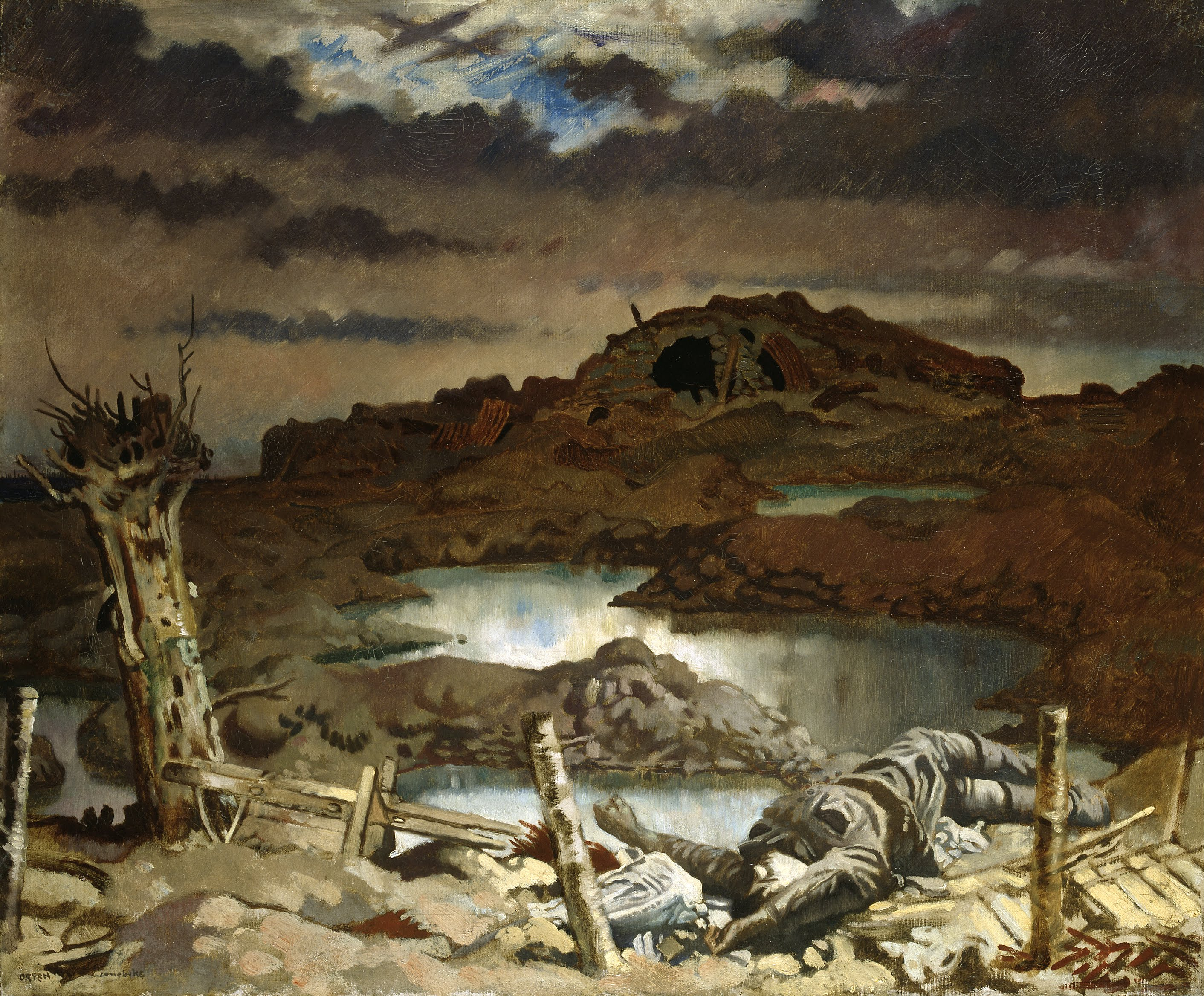
ゾンネベーケ (1918年、ウィリアム・オーペン画）